# Eugène Telotte
Eugène Telotte, né le 13 novembre 1926 à Lille, est un coureur cycliste français. Il est professionnel de 1950 à 1958.

## Palmarès
- 1952
  - 3e des Boucles de la Seine
- 1953
  - Paris-Clermont-Ferrand
  - 2e du Circuit du Morbihan
- 1954
  - Tour de la Manche
  - 3e des Boucles de la Seine
  - 3e de Paris-Montceau-les-Mines
- 1955
  - 2e du Tour de la Manche
- 1956
  - 3e de Gênes-Nice

## Résultats sur les grands tours

### Tour de France
4 participations
- 1952 : 48e
- 1953 : abandon (11e étape)
- 1954 : 57e
- 1955 : abandon (9e étape)

### Tour d'Espagne
1 participation
- 1956 : abandon (16e étape)